# Geraldine L. Richmond
Pour les articles homonymes, voir Richmond.
Geraldine Lee Richmond, née le 17 janvier 1953 à Salina (États-Unis) est une chimiste et physicienne américaine. Richmond est titulaire de la chaire présidentielle en sciences et professeur de chimie à l'université de l'Oregon (UO). Elle mène des recherches fondamentales pour comprendre la chimie et la physique des surfaces et des interfaces complexes. Tout au long de sa carrière, elle travaille pour augmenter le nombre et le succès des femmes scientifiques aux États-Unis et dans de nombreux pays en développement en Afrique, en Asie et en Amérique du Sud. Richmond a été présidente de l'Association américaine pour l'avancement des sciences, et a reçu la National Medal of Science en 2013. 

## Jeunesse et éducation
Geraldine Lee Richmond naît le 17 janvier 1953 à Salina, au Kansas.
Richmond obtient son baccalauréat ès Sciences en chimie de l'université d'État du Kansas en 1975, et son doctorat en 1980 à l'Université de Californie à Berkeley, en chimie physique. 

## Carrière
De 1980 à 1985, elle est professeure adjointe de chimie au Bryn Mawr College. Depuis 1985, Richmond est à l'université de l'Oregon (UO). De 1985 à 1991, elle y occupe une place de professeure agrégée de chimie et depuis 1991, elle occupe une place de professeure. Jusqu'en 1995, elle est directrice du Chemical Physics Institute. De 1998 à 2001, elle est « Knight Professor of Liberal Arts and Sciences ». Entre 2002 et 2013, elle est la professeure de chimie avec Richard M. et Patricia H. Noyes à l'UO. La recherche scientifique de Richmond englobe les processus chimiques et physiques qui se produisent dans les surfaces complexes et les couches limites y compris les propriétés structurelles et thermodynamiques des interfaces solide/liquide et liquide/liquide. Une grande partie de son travail utilise la spectroscopie vibrationnelle somme-fréquence pour étudier les surfaces et les interfaces.
En utilisant ces techniques spectroscopiques avec des mélanges de H2O, D2O et HDO (ou 1H2HO), Richmond étudie la nature des structures de surface de liaison hydrogène et dans la région interfaciale,. Elle étudie également comment ces structures sont perturbées par des électrolytes comme les simples sels d'halogénure de sodium (NaF, NaCl, NaBr, and NaI) ou des acides (ex : HCl) ou des bases (ex : NaOH) et par des surfactants (ex : Laurylsulfate de sodium). En examinant le comportement de l'eau aux surfaces hydrophobes, Richmond constate que les dipôles plus faibles dans une phase organique sont plus efficaces pour orienter les molécules d'eau individuelles près de l'interface. Les interactions aux interfaces aqueuses ou hydrophobes sont importantes pour comprendre les propriétés biochimiques aux frontières telles que les membranes cellulaires, tout comme la solvatation de la charge dans de tels environnement. L'étude d'espèces zwitterioniques comme les acides aminés est importante pour des raisons similaires.
En 1997, Richmond cofonde et est depuis directrice de COACh, une organisation basée à l'Université de l'Oregon qui organise des conférences internationales et propose des ateliers de développement de carrière visant à augmenter le nombre et le succès des femmes scientifiques aux États-Unis et en de nombreux pays en développement. À ce jour, plus de 20 000 femmes ont participé aux ateliers de développement de carrière de COACh[réf. nécessaire].

## Service
Richmond est nommée par le gouverneur Kitzhaber au Conseil de l'enseignement supérieur de l'État de l'Oregon de 1999 à 2003 et reconduit dans ses fonctions par le gouverneur Kulongoski de 2004 à 2006. De 1998 à 2003, elle est présidente du Comité consultatif du département de l'énergie sur les sciences énergétiques (BESAC). En 2014, Richmond est élue présidente de l'Association américaine pour l'avancement des sciences pour un mandat commençant en février 2015. En 2014, elle est nommée par le secrétaire John Kerry pour servir d'envoyée scientifique pour les pays du bas Mékong. Elle est nommée par le président Obama au National Science Board pour un mandat de 2012 à 2016, et reconduite dans ses fonctions par le président Trump de 2016 à 2022. Depuis 2016, elle est secrétaire de l'American Academy of Arts and Sciences. 
Richmond est directrice du programme Expériences de recherche pour étudiants (en) (REU) financé par la NSF à l'université de l'Oregon. Lancé en 1987, c'est l'un des programmes REU les plus anciens aux États-Unis. Au cours des 30 années du programme REU, il a accueilli plus de 380 étudiants de premier cycle de tout le pays, dont 90 % ont poursuivi leurs études supérieures.

## Prix et distinctions
- 1989 Prix de spectroscopie de la Coblentz Society[25]
- 1993 membre, American Physical Society, « Pour des contributions fondamentales à la compréhension de la dynamique aux interfaces accomplies par des applications innovantes de phénomènes optiques non linéaires[26] ».
- 1996 Médaille Francis P. Garvan-Olin de l'American Chemical Society[27]
- 1997, Prix présidentiel pour l'excellence en mentorat en sciences et en ingénierie[28]
- 2001 Oregon Outstanding Scientist Award, Oregon Academy of Science[29]
- 2003, Membre, Association américaine pour l'avancement des sciences[30]
- 2004 Médaille Spiers (en) de la Royal Society of Chemistry du Royaume-Uni[31]
- 2006 Prix du Conseil de la recherche sur la diversité chimique[32]
- 2006 Boursier, Académie américaine des arts et des sciences[33]
- 2008 Boursière, Association for Women in Science[34]
- 2008 Bomem-Michaelson Award[35]
- 2011 Prix Joel Henry Hildebrand de l'American Chemical Society, « Pour les applications pionnières des spectroscopies optiques non linéaires et la modélisation des surfaces liquide/liquides et la nouvelle compréhension résultante de la structure de l'eau et de la liaison aux interfaces liquides[36] ».
- 2011 membre, American Chemical Society[37]
- 2011 membre, Académie nationale des sciences[38]
- 2013 Prix Charles Lathrop Parsons de l'American Chemical Society, « Pour un service public distingué dans le domaine de la chimie grâce à un plaidoyer pour l'enseignement supérieur, des conseils avisés et un leadership dans la politique scientifique nationale, et un plaidoyer infatigable pour les femmes chimistes[39] ».
- Prix Davisson-Germer (en) 2013 pour « l'élucidation élégante de la structure moléculaire et de l'organisation des interfaces liquide-liquide et liquide-air à l'aide de spectroscopies optiques non linéaires[40] »
- Médaille nationale des sciences 2013[41],[42],[43] pour « ses découvertes marquantes des caractéristiques moléculaires de l'eau; pour sa démonstration créative de l'impact de ses découvertes sur de nombreuses mécanismes biologiques, chimiques et technologiques; et pour ses efforts extraordinaires aux États-Unis et dans le monde pour promouvoir les femmes dans les sciences »
- 2014 Pittsburgh Spectroscopy Award de la Spectroscopy Society of Pittsburgh[44]
- doctorat honoris causa 2017, Illinois Institute of Technology
- 2017 doctorat honoris causa, Université du Kansas[45]
- Médaille Priestley 2018 de l'American Chemical Society[46]
- Prix de la médaille Linus Pauling (en) 2018, Northwest Region American Chemical Society[47]
- Prix Linus Pauling Legacy 2019, Université d'État de l'Oregon[48],[49]